# Jamie Carroll
Jamie Carroll (né le 25 octobre 1983 à Andover, dans l'État du  Connecticut aux États-Unis) est un joueur professionnel américain de hockey sur glace.

## Carrière de joueur
Après quelques saisons passées dans le système de hockey junior américain, il devient joueur professionnel en se joignant aux IceHawks de Port Huron dans la nouvelle mouture de la Ligue internationale de hockey. Cette même saison, il joue deux parties avec les IceHogs de Rockford dans la Ligue américaine de hockey. Il poursuit ensuite sa carrière dans la LIH jusqu'au terme de la saison 2009-2010.
En 2010-2011, il signe un contrat avec le club anglais des Newcastle Vipers avec lesquels il joue 30 parties avant de quitter le club en cours de saison pour le Rush de Rapid City de la Ligue centrale de hockey aux États-Unis.

## Statistiques
| Saison    | Équipe                         | Ligue |    | Saison régulière | Saison régulière | Saison régulière | Saison régulière | Saison régulière |   | Séries éliminatoires | Séries éliminatoires | Séries éliminatoires | Séries éliminatoires | Séries éliminatoires |
| Saison    | Équipe                         | Ligue | PJ | B                | A                | Pts              | Pun              | PJ               | B | A                    | Pts                  | Pun                  |                      |                      |
| 2002-2003 | Iona College                   | MAAC  | 35 | 14               | 13               | 27               | 35               | -                | - | -                    | -                    | -                    |                      |                      |
| 2003-2004 | RoughRiders de Cedar Rapids    | USHL  | 44 | 12               | 12               | 24               | 32               | 4                | 0 | 0                    | 0                    | 2                    |                      |                      |
| 2004-2005 | Friars de Providence           | NCAA  | 37 | 11               | 11               | 22               | 24               | -                | - | -                    | -                    | -                    |                      |                      |
| 2005-2006 | Friars de Providence           | NCAA  | 36 | 9                | 11               | 20               | 53               | -                | - | -                    | -                    | -                    |                      |                      |
| 2006-2007 | Friars de Providence           | NCAA  | 31 | 3                | 4                | 7                | 20               | -                | - | -                    | -                    | -                    |                      |                      |
| 2007-2008 | IceHawks de Port Huron         | LIH   | 74 | 30               | 40               | 70               | 26               | 12               | 2 | 7                    | 9                    | 6                    |                      |                      |
| 2007-2008 | IceHogs de Rockford            | LAH   | 2  | 0                | 0                | 0                | 0                | -                | - | -                    | -                    | -                    |                      |                      |
| 2008-2009 | IceHawks de Port Huron         | LIH   | 73 | 28               | 52               | 80               | 28               | 6                | 0 | 1                    | 1                    | 2                    |                      |                      |
| 2009-2010 | Prairie Thunder de Bloomington | LIH   | 74 | 21               | 34               | 55               | 42               | -                | - | -                    | -                    | -                    |                      |                      |
| 2010-2011 | Newcastle Vipers               | EIHL  | 30 | 11               | 28               | 39               | 39               | -                | - | -                    | -                    | -                    |                      |                      |
| 2010-2011 | Rush de Rapid City             | LCH   | 27 | 4                | 8                | 12               | 12               | -                | - | -                    | -                    | -                    |                      |                      |